# Университет Капилано
Университет Капилано (англ. Capilano University) расположен в городе Норт-Ванкувер провинции Британская Колумбия, Канада. На шести факультетах университета (факультета бизнеса и профессионального обучения, изобразительного и прикладного искусства, здравоохранения и образования, гуманитарных наук и журналистики, науки и технологии, туризма и outdoor recreation) обучается более 7000 студентов. Кроме кампуса в пригороде Ванкувера существует ещё два университетских городка: Саншайн-Коаст и Скуомиш.

## История
Колледж Капилано был образован в 1968 году по результатам референдума, проведенного в Норт-Ванкувере, Вест-Ванкувере и Хове-Саунд в 1967 году, который определил необходимость создания колледжа для Норт-Шоре. Занятия проводились в здании средней школы, в первом наборе занималось 784 студента.
В 1973 году открылись кампусы в Норт-Ванкувере (Линнмор) и Скуомиш, а в 1977 году к ним добавился кампус в Саншайн-Коаст.
В 2002 году коллеж начал кампанию по разрешению колледжам провинции присуждать свои степени. Уже в следующем году компания увенчалась успехом, позволив колледжу присуждать степени в музыкальной терапии, джазовом обучении, бизнес-администрировании и управлении туризмом.
25 апреля 2008 года правительство Британской Колумбии изменило статус и название учебного заведения с колледжа Капилано на университет Капилано.

## Студенческий профиль
По данным на весну 2009 года в университете занималось 7 036 студентов, включая занимающихся на подготовительных программах. 39 % студентов университета являются жителями Норт-Шоре, ещё 25 % из Ванкувера и Бернаби. В университете обучается более 600 студентов из других стран.